# سنگ‌تراشان (ری)
سنگ تراشان (ری)، روستایی از توابع بخش خاوران ری در استان تهران ایران است.

## جمعیت
این روستا در دهستان خاوران شرقی قرار دارد و براساس سرشماری مرکز آمار ایران در سال ۱۳۸۵، جمعیت آن ۱۲۰ نفر (۳۲خانوار) بوده‌است.

## صنعت
در گذشته در این روستا صنعت برشکاری رواج داشت.